# 神岡町立茂住中学校
神岡町立茂住中学校 （かみおかちょうりつ もずみちゅうがっこう）は、かつて岐阜県吉城郡神岡町（現・飛騨市）に存在した公立中学校。

## 概要
- 旧・吉城郡船津町の中学校であった。1968年に神岡中学校に統合され廃校。
- 茂住小学校に併設されており、1947年から茂住中学校の廃校の1968年までは、あわせて茂住小中学校とも称した。

## 沿革
- 1947年（昭和22年）4月1日 - 吉城郡船津町に船津町立茂住中学校として開校。茂住小学校に併設。漆山小学校に併設して漆山分校を設置。
- 1948年（昭和23年）4月 - 漆山分校が漆山中学校として独立。
- 1950年（昭和25年）6月10日 - 船津町、袖川村、阿曽布村が合併し、神岡町が発足。同時に神岡町立茂住中学校に改称する。
- 1962年（昭和37年） - 中学校の統合問題がおきる。
- 1968年（昭和43年）
  - 3月26日 - 統廃校式を行う。
  - 3月31日 - 神岡中学校に統合され廃校。